# پتنسبرگ (میزوری)
پتنسبرگ (به انگلیسی: Pattonsburg) یک شهر در ایالات متحده آمریکا است که در شهرستان دیویس، میزوری واقع شده‌است. پتنسبرگ ۱٫۵۸ کیلومتر مربع مساحت و ۳۴۸ نفر جمعیت دارد و ۲۳۸ متر بالاتر از سطح دریا واقع شده‌است.